# Pidonia ohminesana
Pidonia ohminesana là một loài bọ cánh cứng trong họ Cerambycidae.